# Phoenicia InterContinental Hotel
Koordinaten: 33° 54′ 2″ N, 35° 29′ 40″ O
Das Phoenicia InterContinental Hotel ist ein 5-Sterne Hotel der InterContinental Hotels Group in Beirut, Libanon. Es befindet sich an der Mittelmeerküste in der Rue Fakhreddine an der Corniche Beirut, der Promenade der Stadt. Es wurde im Bezirk Minet el-Hosn errichtet, am westlichen Rand der Innenstadt; der Flughafen Beirut ist etwa acht Kilometer vom Hotel entfernt.

## Aufbau
Das Hotel besteht heute, nach mehreren Umbauten, aus drei einzelnen Gebäuden, in deren Mitte sich ein Pool befindet. Es gibt drei Restaurants, zwei Bars, 446 Zimmer und 33 Suiten. Das Hotel hat etwa 1200 Angestellte. Besonders markant sind im Gebäudeinneren die hohen Decken, die geschwungenen Treppen und die auffälligen Säulen. Eines der drei Gebäude wird exklusiv für Büros und Apartments genutzt.

## Geschichte
Das Phoenicia Hotel wurde vom libanesischen Geschäftsmann Najib Salha erbaut; der US-amerikanische Architekt Edward Durell Stone hat es zusammen mit Ferdinand Dagher und Rodolphe Elias entworfen. Es wurde im Dezember 1961 eröffnet und enthielt anfangs 600 Zimmer und Suiten. Weiterhin waren einige Läden, Restaurants und ein Pool mit einer Bar vorhanden. Mitte der 1970er Jahre wurde das Hotel um ein 22-stöckiges Hochhaus erweitert. Dieser Bau wurde vom libanesischen Architekten Joseph Philippe Karam entworfen. Zu dieser Zeit war es eines der berühmtesten Hotels der Stadt.
Im Libanesischen Bürgerkrieg wurde das Hotel bei den Kampfhandlungen der Jahre 1975 und 1976, auch bekannt als Battle of the Hotels, stark in Mitleidenschaft gezogen. Nach den Kämpfen zwischen der Libanesischen Front, der Libanesischen Nationalbewegung, den Streitkräften des Libanon und der PLO, die im Bezirk Corniche ihren Anfang fanden, blieb vom Hotel Phoenicia nur noch eine ausgebrannte Ruine übrig. Nach etwa 20 Jahren des Verfalls wurde das Hotel in den späten 1990er Jahren von Mazen and Marwan Salha wiederaufgebaut und durch einen weiteren Neubau erweitert. Das Holiday Inn Hotel Beirut, das sich direkt hinter dem Phoenicia befindet, ist auch im Jahr 2014 noch nicht wieder aufgebaut, und die Spuren der Kämpfe sind hier noch deutlich zu sehen.
Das Hotel Phoenicia wurde im März 2000 nach umfangreichen Restaurierungen und Umbauten schließlich wiedereröffnet. Beim Bombenattentat am 14. Februar 2005 auf den Fahrzeugkonvoi des Ex-Ministerpräsidenten und Unternehmers Rafik al-Hariri wurde das Hotel erneut schwer beschädigt. Die Renovierung dauerte etwa drei Monate. Im Jahr 2011 wurde das Hotel für etwa 50 Millionen US-Dollar modernisiert und zu seinem 50-jährigen Bestehen wiedereröffnet.

## Kunstausstellung
Im Rahmen der Wiedereröffnung an seinem 50. Geburtstag wurde eine Sammlung zeitgenössischer Kunst mit Werken von Howard Hodgkin, Sam Francis, Jan Dibbets, Andy Goldsworthy, Paul Morrison und ein Mud Circle, eine Skulptur aus Stein- und Felsbrocken von Richard Long, im Hotel gezeigt.

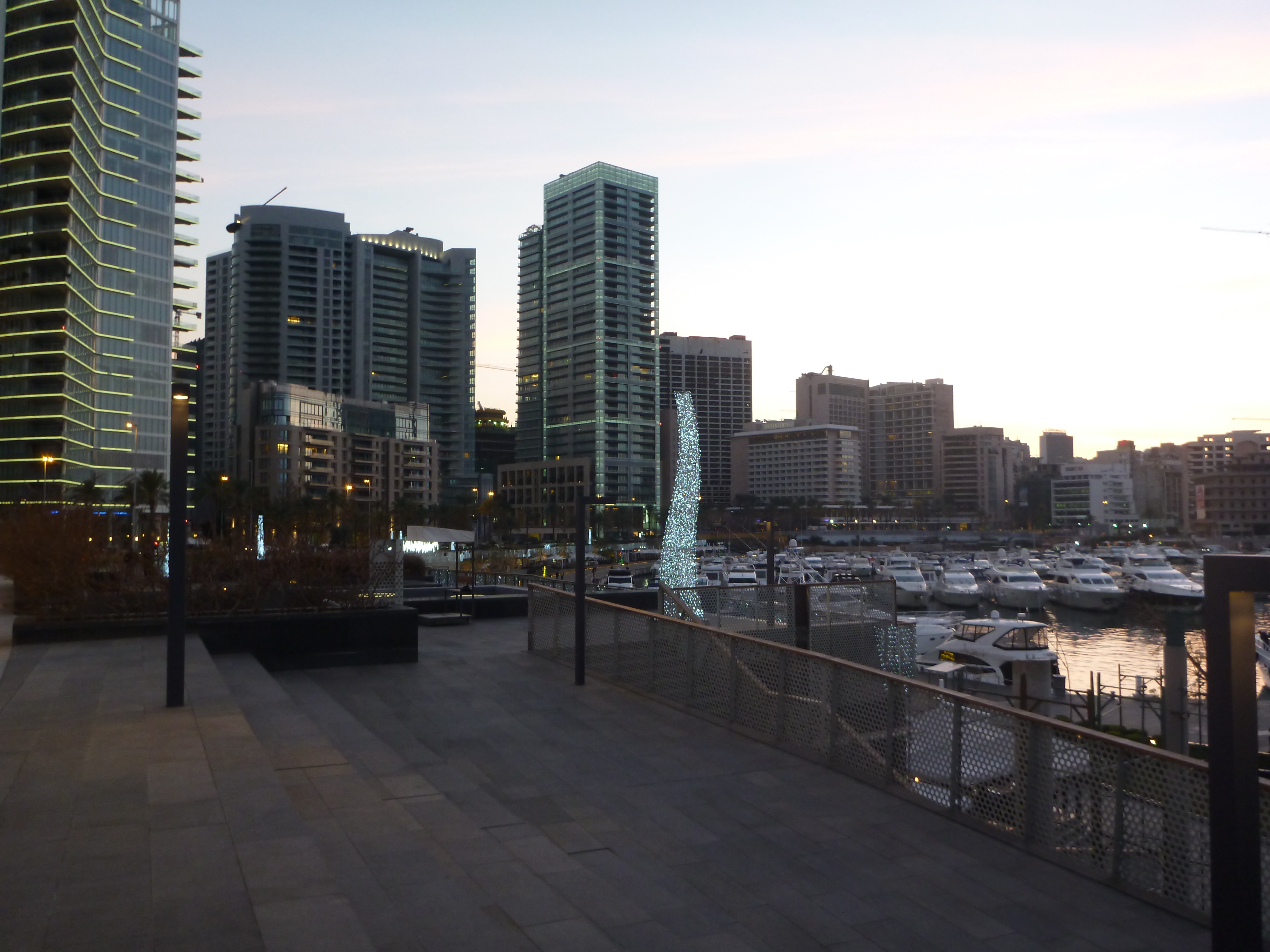
Zaitunay Bay Marina und die neuen Landmarken der Stadt: Marina Towers und Platinum Tower. Rechts die drei Gebäude des Phoenicia Hotels

## Das Hotel im Film
In vielen Filmen über Beirut taucht das Hotel als Landmarke der Stadt auf. Inzwischen haben aber unter anderem die Marina Towers Beirut und der Platinum Tower, die sich direkt an der Sankt-Georgs-Bucht (Zaitunay Bay) befinden, das Phoenicia optisch als Landmarke abgelöst.
Im Film In Beirut sind die Nächte lang aus dem Jahr 1965 mit Mickey Rooney tauchten sowohl das Hotel als auch der Pool und die Bar auf.
Im Film Agent 505 – Todesfalle Beirut aus dem Jahr 1966 war der Hauptdarsteller Gast im Hotel, als er Beirut besuchte.
Im 1981 gedrehten Film Die Fälschung von Volker Schlöndorff ist das Hotel durch den Krieg bereits zerstört. In der Handlung reisen die Gäste dennoch hier an, um im Hotel abzusteigen. Die Außenaufnahmen wurden am Phoenicia Hotel gedreht, die Innenaufnahmen dagegen im Casino du Liban, 22 Kilometer nördlich von Beirut.